# Cheng Fei
Dans ce nom chinois, le nom de famille, Cheng, précède le nom personnel.
Pour les articles homonymes, voir Cheng et Fei.
Cheng Fei est une gymnaste chinoise, née le 28 mai 1988 à Huangshi, dans la province du Hubei.

## Biographie
Cheng Fei a été championne du monde de gymnastique artistique au sol en 2006, et championne du monde au saut en 2005, 2006 et 2007.
Lors des championnats du monde de gymnastique artistique 2006, elle a remporté la médaille d'or du concours général par équipes, en compagnie de Zhou Zhuoru, Zhang Nan, Pang Panpan, He Ning et Li Ya.
Aux Jeux olympiques d'été de 2008, elle a une nouvelle fois remporté la médaille d'or du concours par équipes, cette fois-ci en compagnie de Yang Yilin, Jiang Yuyuan, Deng Linlin, He Kexin et Li Shanshan. Elle y décroche aussi deux médailles de bronze dans les épreuves du saut de cheval et de la poutre.

## Palmarès
- American Cup 2005 :
  -  3e au saut